# Escapade (cómic)
Escapade es una superheroína ficticia que aparece en los cómics estadounidenses publicados por Marvel Comics. Destaca por ser una de las pocas superheroínas transgénero de la editorial.

## Historial de publicación
El personaje fue creado por la autora best seller Charlie Jane Anders, así como por Ro Stein y Ted Brandt, y tuvo su primera aparición en Marvel's Voices: Pride (Vol. 2) #1 en junio de 2022.

## Biografía ficticia

### Marvel's Voices: Pride
Desde su infancia Shela fue la mejor amiga de Morgan, a quien le confesó que era mutante y trans, cosa que ambos resultarían tener en común, y que le daba miedo contárselo a sus padres.
Sus padres finalmente la rechazaron por ser una mujer transgénero, acusándola de estar enferma y de haber sido víctima de un lavado de cerebro, lo que llevó a que a una temprana edad se mudase permanente con Morgan y sus padres, siendo criada por estos últimos.
Posteriormente, en su vida adulta, terminó por convertirse en la antiheroína conocida como Escapade, como había soñado desde pequeña. Un día fue visitada por las líderes de Krakoa Destiny y Emma Frost. Estas le mostraron a Shela una visión de Destiny en la cual Escapade mataba por accidente a su mejor amigo Morgan debido a un mal uso de sus poderes, por lo que la ofrecían viajar hasta Krakoa para entrenarla en el uso de sus poderes, asegurando así que no se cumpliera este futuro. Shela rechazó la oferta, dado que consideraba que la nación de Krakoa no era más que un culto supremacista.
Shela intentó posteriormente robar un aparato desconocido que pudiera ayudarle a evitar dañar a su amigo, pero fue atacada por Skullbustar, una villana de tercera fila que finalmente le informó de que el aparato que buscaba no se encontraba allí. Finamente, desesperada, Shela aceptó la oferta de Emma Frost para ir a entrenar y aprender a controlar sus poderes.

### Nuevos Mutantes
Durante su estancia en Krakoa, Shela fue entrenada en el uso de sus poderes, donde trabó amistad con un grupo numeroso de mutantes marginados y LGBT, si bien Karma y Wolfsbane criticaron su lento proceso de aprendizaje.
En Krakoa aprendió a disfrutar de sus poderes, y convenció a Morgan para acudir junto a sus nuevos amigos a un acto en Nueva York para mostrar a la humanidad que las nuevas generaciones de mutantes no eran peligrosos y podían coexistir con los humanos. Shela y los demás fueron fuertemente abucheados, y secuestrados por los U-Men, una organización dedicada al tráfico de órganos de mutantes, quienes torturaron y robaron el cuerpo a Cerebella, la nueva amiga de Shela, quien también fue secuestrada.
Al poco tiempo, Cerebella fue separada de los demás por John Slime, líder de la organización, quien quería arrebatarle de nuevo su cuerpo tras que este hubiese sido recientemente reconstruido. Haciendo un uso excesivo de sus poderes, Shela consiguió intercambiarse con uno de los guardias, y posteriormente con Cerebella, quien usando sus poderes psíquicos consiguió liberar a todo su equipo.
Al intentar escapar de las instalaciones, Shela consiguió llegar hasta una azotea junto a Morgan, pero por accidente cambió su ubicación con la de Cerebella, y fue de nuevo capturada, usando un inhibidor de poderes.
Finalmente sus amigos acudieron a rescatarla, y cuando John intentó liberar un gas especialmente peligroso para eliminar sus mentes, Morgan usó su peculiar poder para convertirlo en chocolate.
John, en un último intento desesperado, trató de asesinar a Shela empujándola desde una gran altura. Por instinto se supervivencia, Shela cambió su posición por Morgan, pero en el último momento volvió a cambiar para salvar a su mejor amigo. Finalmente, Leonara salvó a Shela de la caída gracias a sus poderes telequinéticos.
Después de que todo el mundo se salvara, Shela fue furiosa a enfrentar a Destiny y Emma Frost por las falsas premoniciones futuras que ambas habían usado para manipularla y que ella recibiese entrenamiento en Krakoa. A pesar de esto, Shela decidió permanecer en Krakoa para seguir aprendiendo a manejar sus poderes.

### Nuevos Mutantes: Legión Letal
Como parte de su entrenamiento, Shela comenzó a formar parte de misiones de rescate de mutantes que habían sido capturados o aprisionados por los U-Men, junto con sus compañeros mutantes Warpath, Cerebella, Wolfsbane y Mirage. En una de esas misiones, Cerebella reveló a Shela que aún no había superado el trauma tras todo lo ocurrido, a lo que Shela respondió que los traumas no se superan solo con enfrentarlos, sino que hay que hacerlos parte de una historia más grande.
Con el fin de ayudar a su amiga Marta, también conocida como Cerebella, la convenció de organizar un robo a un millonario, concretamente al Conde Nefaria, misión a la que finalmente también se unió Scout. Cuando supieron que este estaba reclutando a villanos para tratar de enfrentar de nuevo a los Vengadores, decidieron usar esto para infiltrarse como villanas en su mansión. Shela se enfrentó a la mayor parte de villanos candidatos, pero tras posicionarse entre los 5 mejores, fue descubierta por su antigua enemiga Skullbuster. Por su parte, Cerebella también fue descubierta y Gabby retó a una pelea al conde Nefaria.

## Poderes y habilidades
Escapade tiene la capacidad mutante de copiar los poderes y habilidades de cualquier persona o ser que se encuentre a corta distancia, así como la habilidad de teletransportarse al lugar en que se encuentren otras personas.